# Хмельницький обласний краєзнавчий музей
Хмельницький обласний краєзнавчий музей — обласний краєзнавчий музей у місті Хмельницькому; велике зібрання матеріалів та предметів з історії та культури Поділля і Волині, відомих земляків; значний науковий та культурно-просвітницький осередок міста та області.

## Історія
Разом із перейменуванням Проскурова на Хмельницький (1954) був заснований Хмельницький обласний краєзнавчий музей.
У теперішній час (2000-ні) Хмельницький обласний краєзнавчий музей відомий як значний методичний, видавничий і науково-просвітній осередок області і країни. Так, важливе місце в роботі музейної установи посідають науково-практичні конференції, археологічні, природодослідницькі та історико-етнографічні експедиції Хмельниччиною, проведення тематичних краєзнавчих віталень, Днів музею, організація пересувних виставок тощо.
Фахівцями закладу, зокрема видним місцевим краєзнавцем Сергієм Єсюніним підготовлені й видані численні краєзнавчі розвідки, збірки, фотоальбоми — «Хмельницький футбол: історія, події, статистика» (автор С. Єсюнін, 2000), «Рідкісні комахи краю» (автор Н. Мальована, 2002), «Події Визвольної війни 1648—1654 рр. на терені краю» (автор В. Будяй, 2003), «Місто Хмельницький: історія, події, факти» (автор С. Єсюнін, 2004), «Вулиці міста Хмельницького» (автор С. Єсюнін, 2005), «Прогулянка Проскуровом» (автор С. Єсюнін, 2008) тощо.

## Фонди, експозиція, структура
Фонди Хмельницького обласного краєзнавчого музею нараховують понад 65 000 одиниць зберігання.
Музейна експозиція розміщена у 6 залах (на першому поверсі музейного приміщення).
Постійні експозиції Хмельницького обласного краєзнавчого музею:
- «Непізнана планета комах»;
- «Природа рідного краю»;
- «Проскурів — романтика старовини»;
- «У звичаях й традиціях народу ти душу свого краю пізнавай!»;
- «У полум'ї Великих воєн».

Серед цінних зібрань та експонатів музею:
- археологічна колекція, яка нараховує 6,7 тисячі одиниць зберігання, серед яких унікальні скарби ювелірних виробів Болохівської землі XI — XIII століть, знаряддя праці давніх землеробів, побутові речі тощо. До унікальних предметів, які по праву можна вважати надбанням світової культури, належать скроневі кільця, колти, намиста, підвіски, шийні гривни, чоловічі персні з князівськими знаками тощо, язичницькі пам'ятки — медальйон-«змійовик» і ритуальні браслети[5];
- нумізматична колекція, що становить близько 9 тисяч предметів та включає 8 скарбів середньовічних монет (здебільшого польсько-литовських), різноманітні іноземні та вітчизняні нагороди;
- колекції тканин, меблів, велике зібрання вітчизняної порцеляни кінця XIX-XX століть, подільська кераміка, інші старовинні побутові предмети;
- сакральні предмети — ікони, стародруки тощо;
- зброя різних історичних епох;
- документи, архівні матеріали з історії Хмельниччини та країни.

Музей має відділи природи, історії, науково-методичний, інформації та маркетингу.

## Галерея

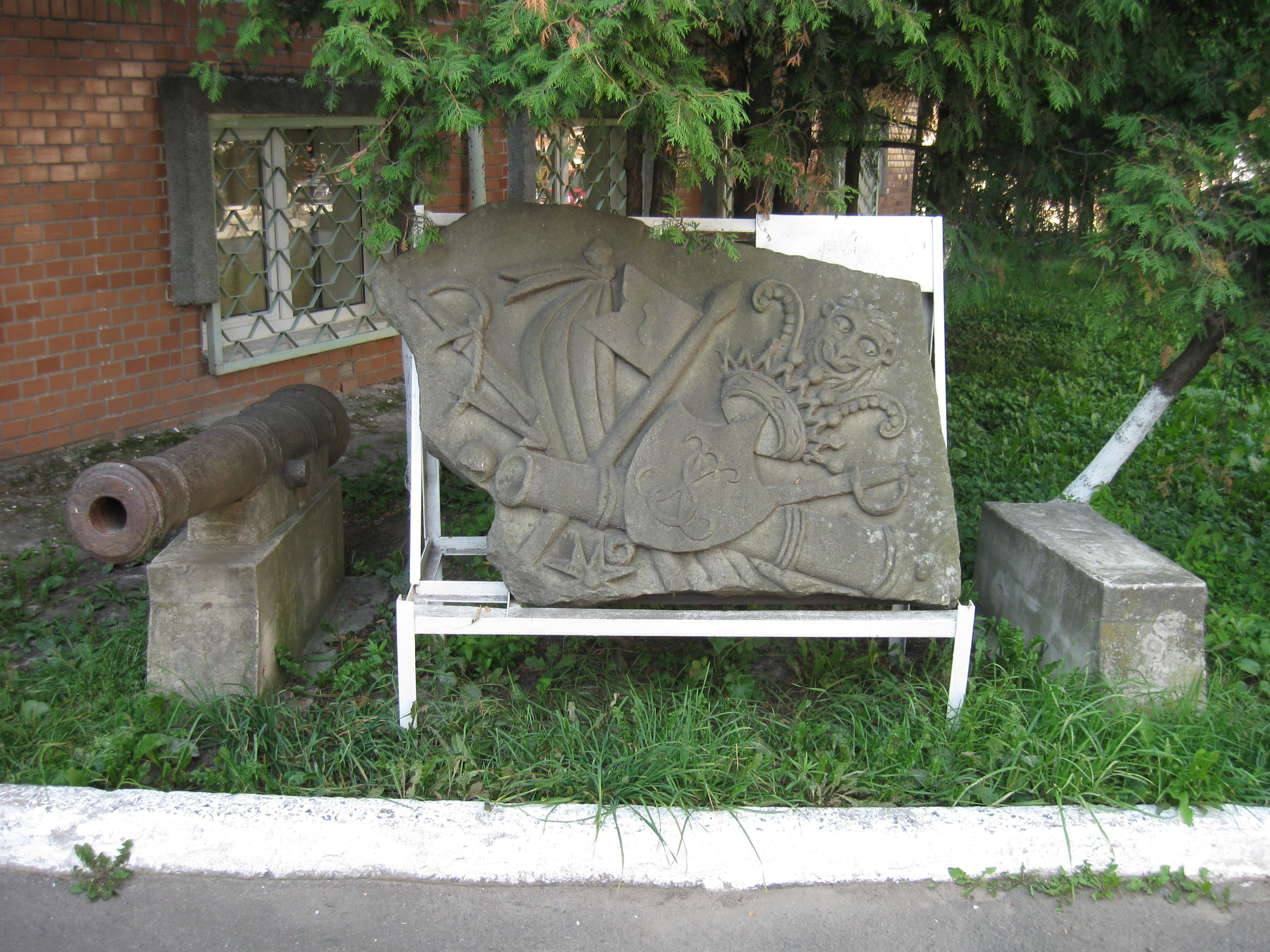
Музейні експонати просто неба перед входом до музею
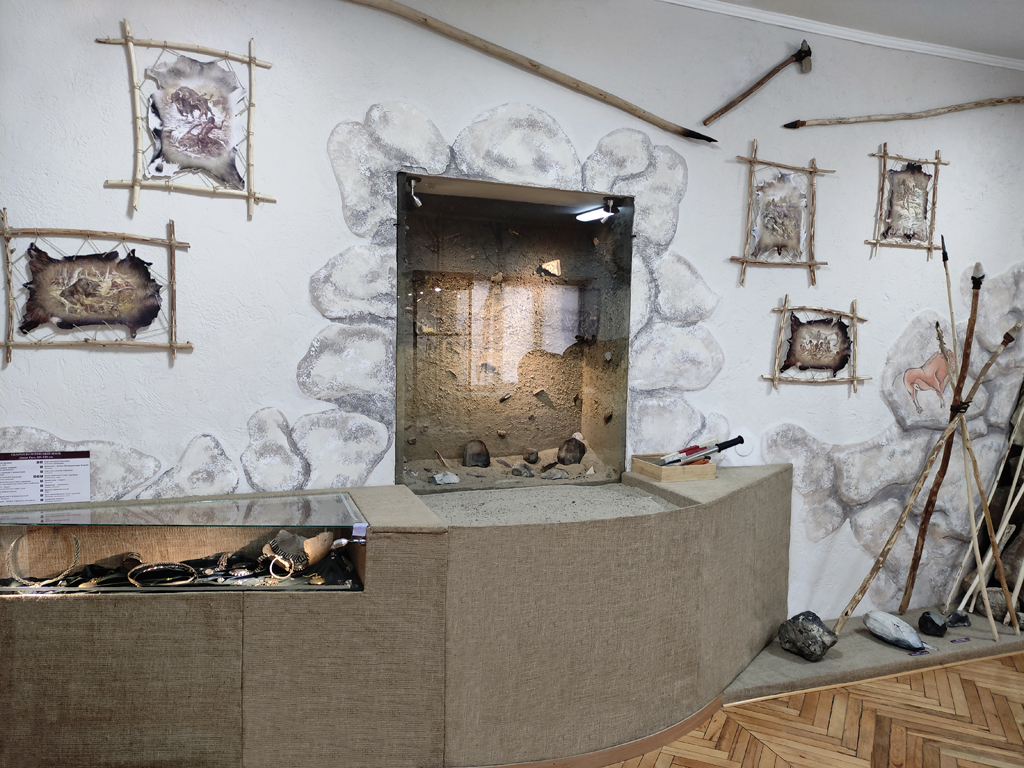
«Археологічна спадщина краю»
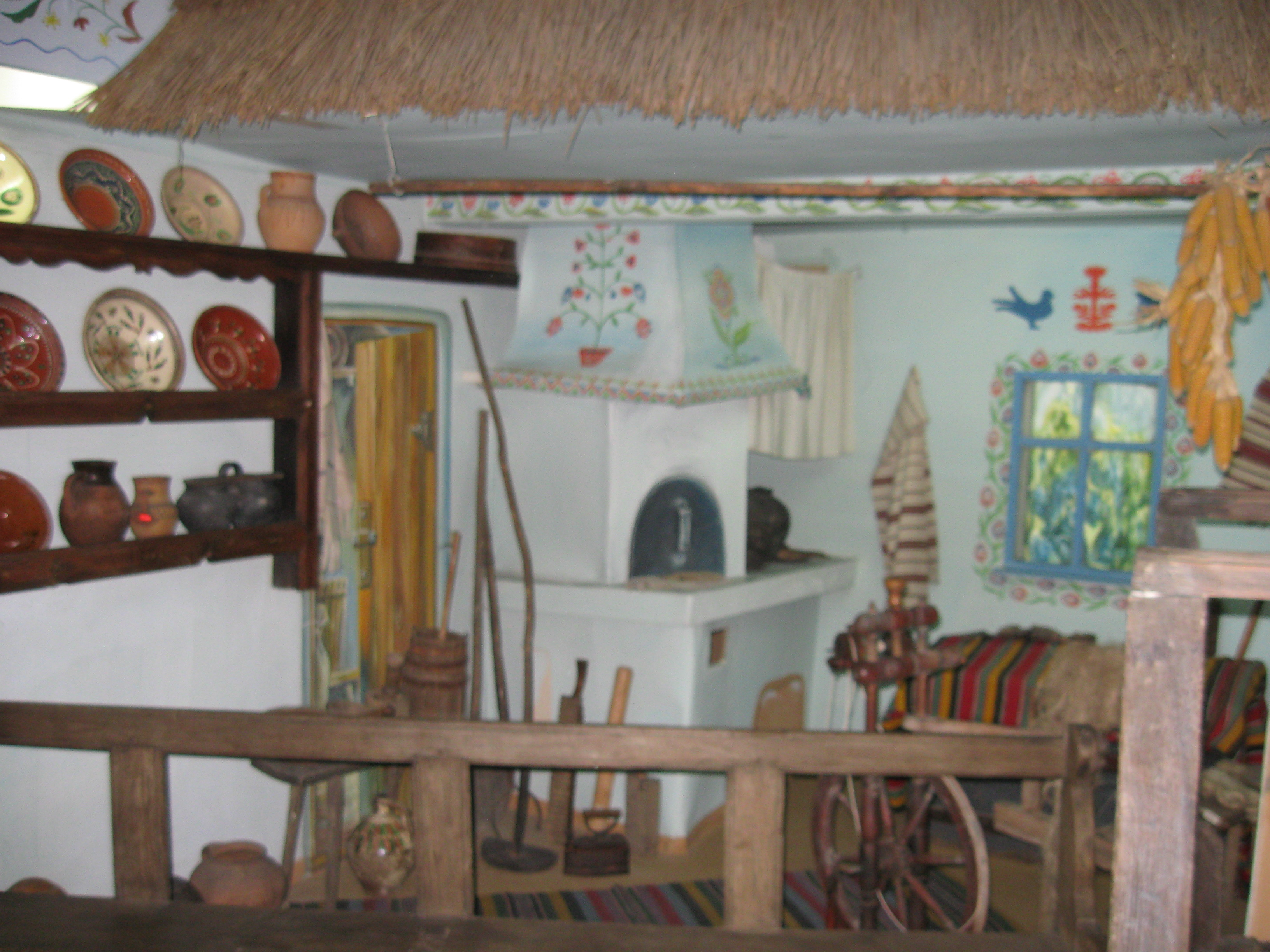
З етнографічного зібрання
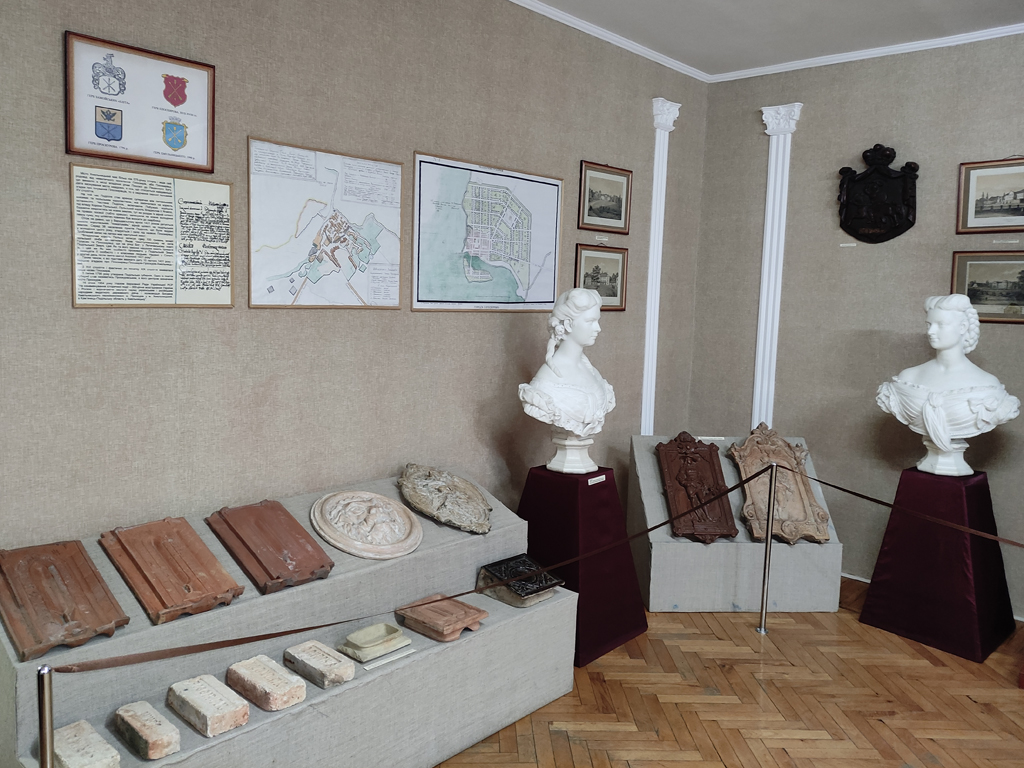
«Проскурів — романтика старовини»
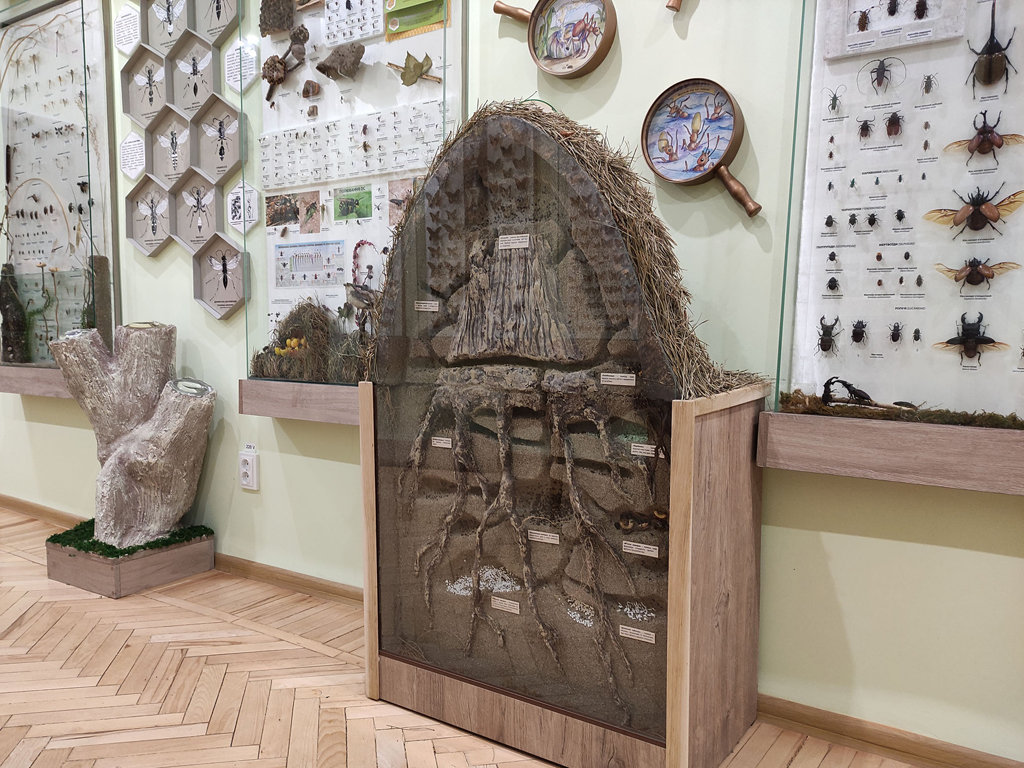
«Непізнана планета комах»